# Tarakernmehl

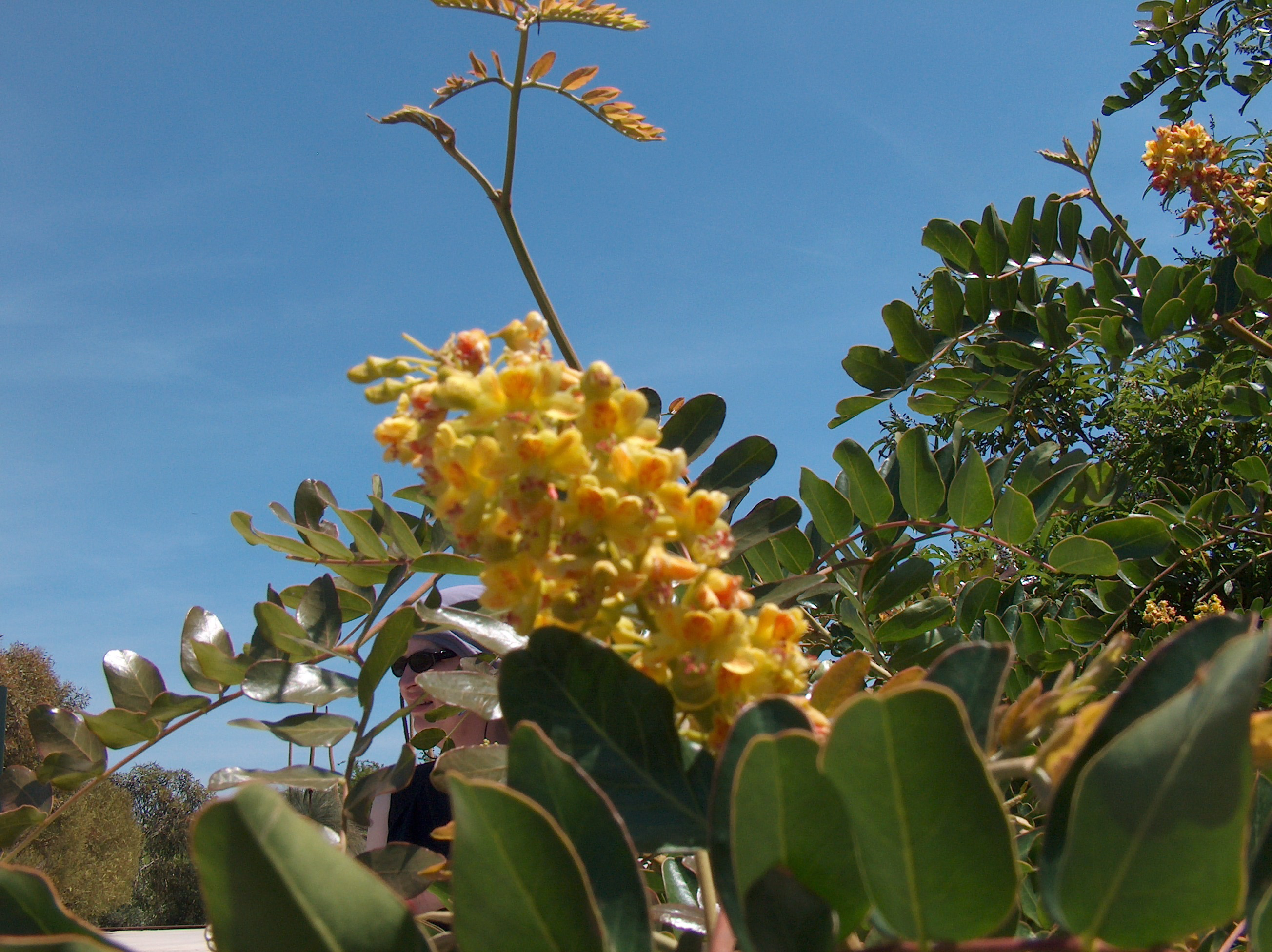
Tara-Strauch (Caesalpinia spinosa)

Tarakernmehl (auch Tara Gum oder Peruanisches Johannisbrotkernmehl) ist ein weiß- bis beigefarbenes geruchloses Pulver, welches vorrangig in der Lebensmittelindustrie als natürliches Gelier- und Verdickungsmittel verwendet wird. Tarakernmehl ist als E 417 ein zugelassener Lebensmittelzusatzstoff. Es enthält große Mengen Polysaccharide, die für den Menschen unverdaulich sind. Lediglich für Allergiker wird von einigen Quellen eine Bedenklichkeit genannt.
Für die Herstellung werden zunächst die Hülsen der Samen des in Peru und Ecuador beheimateten Tara-Strauches (Caesalpinia spinosa) entfernt und anschließend das Endosperm der Samen zerrieben und gemahlen.
In der Gerberei wird Tarakernmehl als Tanninquelle, die reich an Gallussäure ist, z. B. zur Bräunung von Leder verwendet.

## Baikiain
Die Samenhüllen enthalten die nichtproteinogene Aminosäure Baikiain, die mit Leberschäden assoziiert wird (Erhöhung des Alanin-Aminotransferase-Wertes).
Am 19. Juli 2022 wurde durch das Lebensmittelunternehmen Daily Harvest das aus den Samen des Tara-Strauches gewonnene tara flour als eine verwendete Zutat identifiziert, von der hunderte ihrer Kunden erkrankten. Die Besonderheit war, dass das Mehl im Gegensatz zum Tarakernmehl nicht aus den Endosperm, sondern aus den ganzen Samen gewonnen wurde und nicht für den Einsatz in Lebensmitteln zugelassen war.